# 나무들 비탈에 서다
〈나무들 비탈에 서다〉는 1960년 1월부터 1960년 7월까지 《사상계》 78호∼84호에 연재한 황순원의 장편 소설이며, 전체가 총 2부로 나뉘어져 있다. 1950년대 휴전 이후 한국 문학사에 등장한 전쟁 소설을 대표하는 작품 중 하나이며, 전쟁의 상처로 인한 지식인의 피해의식과 자학을 보여준다.
제1부는 6.25 전쟁이 끝나갈 무렵인 1953년을 배경으로 하며, 내성적이고 결벽주의자인 인텔리 병사 동호가 중심인물로, 술집 접대부 옥주에게 동정을 바친 뒤 플라토닉 사랑을 주고받던 애인 장숙에 대한 순수함이 더럽혀지며 죄책감에 시달리다 옥주를 살해하고 부대로 돌아와 자살하는 과정의 이야기가 펼쳐진다. 제2부는 동호의 전우이자 강인하고 현실주의적인 병사 현태가 중심인물이며, 전역한 뒤로 아버지가 경영하는 회사에 다니며 현실에 적응하려고 노력하나 전쟁 도중 내면에 깊은 상처를 받은 것으로 인해 방황을 거듭하던 도중 술집 여자 계향의 자살을 방조한 죄로 구속되고, 한편 동호의 애인 숙은 현태에게 동호가 자살한 원인에 대해 알아내고자 하다 호텔에서 현태에 겁탈당하며 원하지 않는 아이를 갖게 되지만 그 아이를 낳아 기르기로 결심하면서 이야기가 마무리된다.

## 원작으로 한 작품
- 《나무들 비탈에 서다》, 영화, 최하원 감독, 1968년 4월 13일 개봉